# Кејт дел Кастиљо
Кејт дел Кастиљо (шп. Kate del Castillo) мексичка је глумица. Ћерка је Ерика дел Кастиља, познатог мексичког глумца, и Кејт Негрете Триљо. Поред сестре Веронике дел Кастиљо, има и полубрата са очеве стране. Најпознатија је по улози у серији Краљица југа.
Глумачку каријеру почиње 1980. године. Већу популарност у Мексику стиче 1991. године главном улогом у теленовели Muchachitas, а на интернационалном тржишту се прославња кроз теленовеле La mentira (1998), El derecho de nacer (2001) и Bajo la misma piel (2003).
Након тога одлучује се повући из света теленовела. Уследио је низ филмских улога, као и улога у ТВ серијама Weeds и El pantera.
Године 2010. прихвата улогу Терезе Мендосе у теленовели Краљица југа, коју сматра највећом прекретницом и достигнућем своје каријере.

## Филмографија

### Теленовеле:
| Година:    | Српски назив: | Оригинални назив: | Улога:                                  |
| ---------- | ------------- | ----------------- | --------------------------------------- |
| 2010—2011. | Краљица југа  |                   | Тереза Мендоса                          |
| 2003.      | Замка љубави  |                   | Миранда Муриљо Ортис                    |
| 2001.      | /             |                   | Марија Елена дел Хунко                  |
| 2000.      | /             |                   | Рамона Морено Гонсага                   |
| 1998.      | /             |                   | Вероника Фернандез / Негрет де Асунсоло |
| 1997.      | /             |                   | Ана Ернандез                            |
| 1996.      | /             |                   | Алехандра                               |
| 1995.      | /             |                   | Нарда Ломбардо                          |
| 1992.      | /             |                   | Фернанда                                |
| 1991.      | /             |                   | Летисија Ернандез Фернандез             |

### Филмови:
| Година: | Српски назив: | Оригинални назив: | Улога:           |
| ------- | ------------- | ----------------- | ---------------- |
| 2012.   | /             |                   | Џада             |
| 2012.   | /             |                   | Маузи            |
| 2011.   | Без мушкараца |                   | Клеотидле        |
| 2010.   | /             |                   | Ева              |
| 2009.   | /             |                   | Естер            |
| 2009.   | /             |                   | Сена             |
| 2008.   | /             |                   | Елена            |
| 2008.   | /             |                   | Естер            |
| 2007.   | /             |                   | Консуело         |
| 2007.   | /             |                   | Лаура            |
| 2007.   | /             |                   | Елена            |
| 2006.   | /             |                   | Исабела Тријебел |
| 2005.   | /             |                   | /                |
| 2005.   | /             |                   | /                |
| 2004.   | /             |                   | Бланка           |
| 2004.   | /             |                   | Аманда           |
| 1999.   | /             |                   | /                |
| 1997.   | /             |                   | Естреља Урибе    |
| 1997.   | /             |                   | Ана              |
| 1994.   | /             |                   | /                |
| 1993.   | /             |                   | /                |
| 1983.   | /             |                   | /                |
| 1980.   | /             |                   | Барбара          |

### ТВ серије:
| Година: | Српски назив:           | Оригинални назив: | Улога:      |
| ------- | ----------------------- | ----------------- | ----------- |
| 2011.   | Истражитељи из Мајамија |                   | Анита Торес |
| 2009.   | /                       |                   | Коко        |
| 2009.   | Коров                   |                   | Пилар       |
| 2008.   | /                       |                   | Хосефина    |
| 1995.   | /                       |                   | /           |

### Остало:
| Година: | Оригинални назив: | Жанр:     | Улога:   |
| ------- | ----------------- | --------- | -------- |
| 2009.   |                   | вебновела | Маријана |